# Боргата Кастеларо (Торино)
Боргата Кастеларо је насеље у Италији у округу Торино, региону Пијемонт.
Према процени из 2011. у насељу је живело 5 становника. Насеље се налази на надморској висини од 624 м.